# Cyclostrema
Cyclostrema is een geslacht van weekdieren uit de klasse van de Gastropoda (slakken).

## Soorten
- Cyclostrema amabile (Dall, 1889)
- Cyclostrema annuliferum Dautzenberg, 1910
- Cyclostrema archeri Tryon, 1888
- Cyclostrema bibi Espinosa, Ortea & Fernández-Garcés, 2007
- Cyclostrema bushi Dautzenberg & H. Fischer, 1907
- Cyclostrema cancellatum Marryat, 1819
- Cyclostrema carinatum H. Adams, 1873
- Cyclostrema charmophron Melvill, 1906
- Cyclostrema cingulatum (Philippi, 1852)
- Cyclostrema crassiolatum Strebel, 1908
- Cyclostrema densilaminata Verco, 1907
- Cyclostrema dollfusi Dautzenberg & H. Fischer, 1896
- Cyclostrema dunkeri Tryon, 1888
- Cyclostrema eumares Melvill, 1904
- Cyclostrema eupoietum Melvill, 1904
- Cyclostrema exiguum (Philippi, 1849)
- Cyclostrema gyalum Melvill, 1904
- Cyclostrema huesonicum (Dall, 1927)
- Cyclostrema marchei Jousseaume, 1872
- Cyclostrema ocrinium Melvill & Standen, 1901
- Cyclostrema placens (Melvill & Standen, 1901)
- Cyclostrema pompholyx Dall, 1889
- Cyclostrema prominulum Melvill & Standen, 1903
- Cyclostrema quadricarinatum Melvill & Standen, 1901
- Cyclostrema quinquecarinatum Melvill, 1906
- Cyclostrema smithi Dautzenberg & Fischer, 1897
- Cyclostrema solariellum Melvill, 1893
- Cyclostrema spinosa Tenison-Woods, 1877
- Cyclostrema subexcavatum Tryon, 1888
- Cyclostrema supremum Melvill & Standen, 1903
- Cyclostrema sykesi Dautzenberg & H. Fischer, 1897
- Cyclostrema tortuganum (Dall, 1927)
- Cyclostrema virginiae Jousseaume, 1872